# Галкин, Пётр Юрьевич
Пётр Ю́рьевич Га́лкин (5 июня 1958, Копейск) — советский боксёр первой средней весовой категории, выступал за сборную СССР в 1980-е годы. Чемпион Европы, чемпион национального первенства, победитель многих международных турниров, заслуженный мастер спорта. Также известен как преподаватель, теоретик бокса, кандидат педагогических наук. Ныне является советником мэра Копейска по развитию спорта в городе.

## Биография
Пётр Галкин родился 5 июня 1958 года в Копейске, Челябинская область. Активно заниматься боксом начал в возрасте одиннадцати лет в школе № 13 посёлка Горняк, начинал карьеру под руководством тренера Фёдора Аминова, позже был подопечным заслуженного тренера РСФСР Эдуарда Борисовича Булатова. Представлял Вооружённые Силы.
Первого серьезного успеха на ринге добился в 1977 году, когда к нему пришли первые победы на юниорских и молодёжных первенствах, прежде всего на Турнире памяти С. В. Хохрякова в родном Копейске, где он стал мастером спорта. В 1980 году Галкин выиграл взрослый чемпионат СССР в первом среднем весе, победив таких титулованных боксёров как Александр Кошкин и Валерий Рачков в финале и полуфинале соответственно. Будучи лидером сборной в своей весовой категории, должен был представлять страну на летних Олимпийских играх в Москве, однако в самый последний момент его заменили армянином Исраелом Акопкохяном, перешедшим из веса до 63,5 кг.
На европейском первенстве 1983 года в Варне Галкин завоевал золотую медаль, став первым чемпионом Европы по боксу в истории Южного Урала. Оставаясь в основном составе национальной команды, планировал поучаствовать в состязаниях Олимпиады 1984 года в Лос-Анджелесе, но по политическим причинам СССР бойкотировал эти соревнования. В период 1985—1989 спортсмен в составе контингента советских войск проживал в ГДР, продолжая при этом выходить на ринг, ездил на крупные международные турниры. В том числе был чемпионом международных турниров класса «А» в Индонезии, Алжире, Югославии, ГДР, Алма-Ате, Ростове-на-Дону, Румынии; в матчевых встречах США — СССР (шт. Луизиана, г. Шлифпорт). Тем не менее, находясь вдалеке от основной сборной страны, через какое-то время перестал попадать в поле зрения тренеров и постепенно был вытеснен другими боксёрами.
Ещё в 1982 году Пётр Галкин окончил Челябинский государственный институт физической культуры, поэтому после окончания спортивной карьеры посвятил себя преподавательской работе, в 1996 году получил звание доцента, работал в качестве профессора на кафедре теории и методики бокса. В 2003 году защитил диссертацию на соискание учёной степени кандидата педагогических наук. В марте 2004 года за выдающиеся достижения удостоен почётных званий «Заслуженный мастер спорта России» и «Заслуженный работник физической культуры Российской Федерации». Ныне занимает должность вице-президента Федерации бокса Челябинской области, является судьёй международной категории и почётным жителем Копейска.